# Guido Favati
Guido Favati (Livorno, 10 aprile 1920 – Pavia, 5 dicembre 1973) è stato un poeta e critico letterario italiano.

## Biografia
Primogenito di due figli maschi - suo fratello Giorgio (1921-1981) fu uno stimato medico livornese - Guido Favati nasce a Livorno il 10 aprile 1920 da Ranieri Favati (1895-1955) e Giuseppina Moser.
Gli fu imposto il nome del nonno paterno, anch'egli chiamato Guido Favati (Pisa 1859-1898), il quale morì giovanissimo lasciando la moglie Teresa Zampieri e i numerosi figli (Antonio, Ranieri, Paolo e Guida) come si evince dai documenti pisani dei giornali dell'epoca nei quali Teresa accettò l'eredità a favore appunto dei figli.
Guido fu cugino di primo grado di Pier Donato Sommati, (1921-1944), medaglia d'oro alla resistenza. Suo padre Ranieri era infatti fratello di Guida Favati, madre di Pier Donato.
Sposò a Livorno, nel secondo dopoguerra Angela Scotto di Palumbo, di origine procidana, dalla quale ebbe due figli: Salvatore nel 1953, imprenditore navale nella città labronica, e Nerina nel 1960.
È allievo di Beppe Guzzi alla Vetreria italiana di Livorno. I suoi interessi per la pittura sono piuttosto sporadici, e sicuramente oscurati dalla sua passione per la poesia. Ciò non tolse al Favati una lunga amicizia con i pittori Ferdinando Chevrier e Osvaldo Peruzzi, dal quale ricevette in dono diverse opere.
Nel 1948 è tra i firmatari del Manifesto dell'Eaismo, insieme ai pittori Voltolino Fontani, Angelo Sirio Pellegrini, Aldo Neri, e al poeta-pittore Marcello Landi. Favati è la personalità artistica più defilata del gruppo, ma anche colui che sa infondere una forte impronta culturale a questa esperienza di avanguardia.
Il suo interesse per l'arte continua anche negli anni seguenti, quando si propone come organizzatore delle prime edizioni del Premio Modigliani a Livorno. Esercita anche l'attività di critico d'arte su alcuni giornali locali, pubblicando nel 1958 una monografia sul pittore futurista Osvaldo Peruzzi.
Più densa e con maggiori riconoscimenti a livello nazionale e internazionale è la sua attività di critico letterario a partire soprattutto dagli anni cinquanta. A cavallo tra gli anni cinquanta e gli anni sessanta fu ambasciatore della cultura italiana all'estero, sia in Francia, all'Università di Grenoble sia a Tunisi.Per ricoprire questi incarichi si trasferì con la famiglia all'estero per diversi anni. Per molti anni Favati è docente di filologia romanza alla facoltà di Lettere dell'Università di Pisa. Egli analizza con particolare attenzione l'opera poetica di Guido Cavalcanti e quella stilnovista.
Compie anche alcuni studi sui testi trovadorici dei secoli XII e XIII.
È tuttavia come dantista che trova una sua dimensione importante.
Esperto di letteratura medievale, si rivela come un vivace e arguto commentatore di un'opera come il Novellino.
Dopo la sua prematura morte, avvenuta a 53 anni a Pavia a seguito di una lunga malattia, è stato commemorato più volte con studi letterari a lui dedicati. 

## Pubblicazioni su riviste
- Sul testo di "Donna me prega" in: Cultura neolatina vol. III (1948),
- Guido Cavalcanti's theory of love. The Canzone d'amore and other related problems in: Studi petrarcheschi vol. IV (1951)
- La glossa latina di Dino del Garbo a "Donna me prega" del Cavalcanti in: Annali della Scuola normale superiore di Pisa,vol. XXI (1952),
- Recensione a: Domenico de Robertis, Il canzoniere escorialense e la tradizione "veneziana" delle rime dello Stil Novo, Torino 1954 in: Filologia romanza, vol. I (1955)
- Recensione a: Guido Cavalcanti, Dino del Garbo e l'averroismo di Bruno Nardi, in: Filologia romanza,vol. I (1955),
- Contributo alla determinazione del problema dello "Stil Nuovo" in: Studi mediolatini e volgari,vol. IV (1956)
- La novella LXIV del "Novellino" e Uc de Saint Circ in: "Lettere italiane", (apr.-giu. 1959),
- Osservazioni sul "De vulgari eloquentia" in: Annali delle Facoltà di lettere, filosofia e magistero dell'Università di Cagliari vol. XXIX (1961-1965),
- Olivieri di Vienne (con appendice rolandiana) in: Studi Francesi n. 16 (1962)